# 大努瓦西
大努瓦西（法語：Noisy-le-Grand，法語發音：[nwazi lə ɡʁɑ̃] ⓘ），法国中北部城市，法兰西岛大区塞纳-圣但尼省的一个市镇，隶属于勒兰西区，其市镇面积为12.95平方公里，2022年1月1日时人口数量为71,632人，在法国城市中排名第77位。
大努瓦西位于塞纳-圣但尼省最南部，马恩河左岸，是大巴黎都会区和马恩拉瓦莱新城的组成部分，通过法兰西岛大区快铁A线和A4高速公路连接巴黎市区。

## 地名来源
大努瓦西最初于公元六世纪末以拉丁语“Nucetum”的形式被记载，该名称可能出自人名“Nautius”，亦可能直接转写自拉丁语单词“核桃”（或）。在法国大革命期间，当地的官方名称拼写曾为“Noisy Legrand”。
因翻译标准不同，“Noisy-le-Grand”在部分汉语资料中又被译为大诺瓦西、努瓦齐西勒格朗或诺伊斯勒格兰德。

## 历史

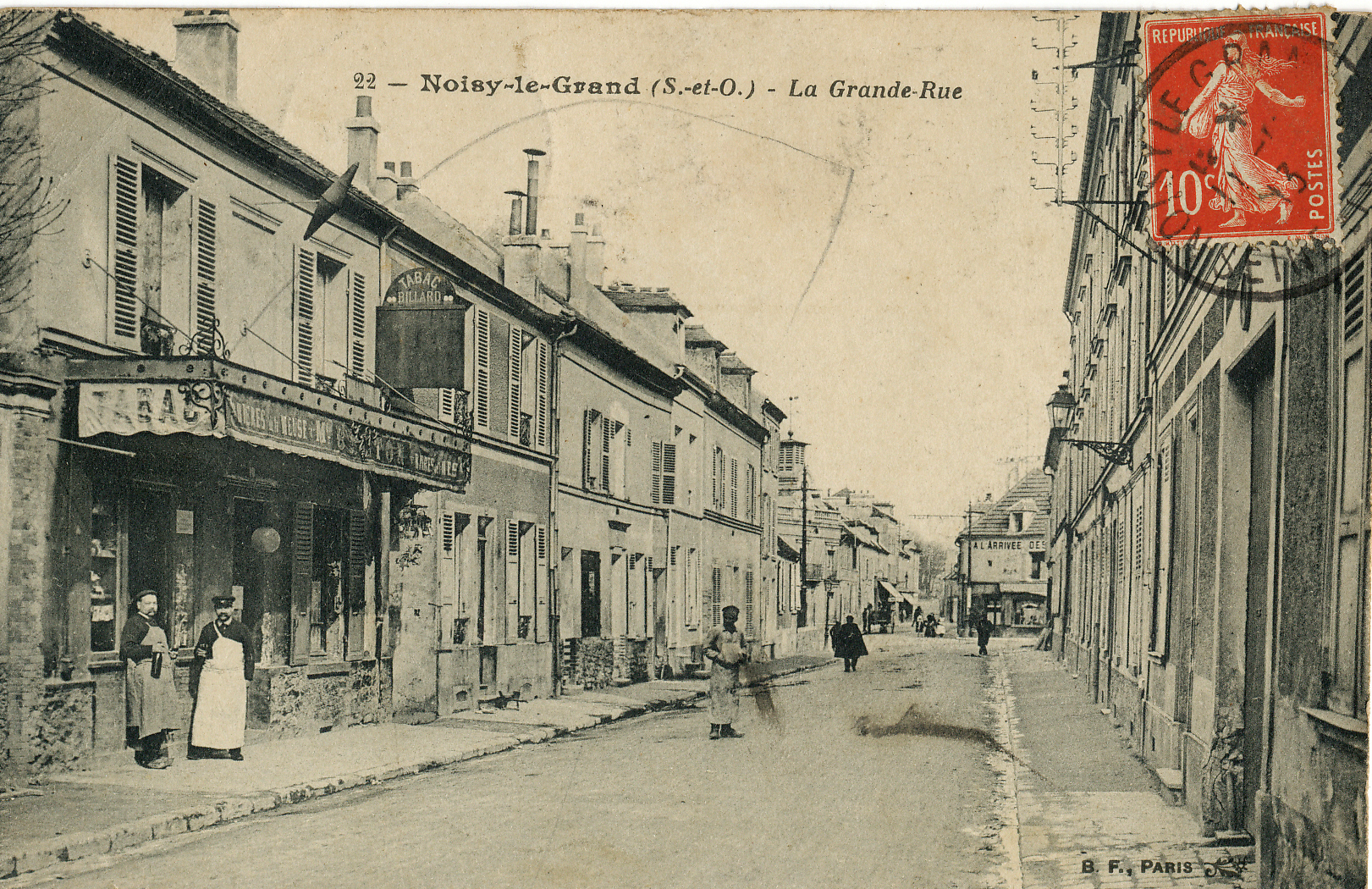
20世纪初的大努瓦西

根据当地官方网站的论述，大努瓦西境内曾出土旧石器时期的人类活动遗迹。该区域在古典时期及中世纪初的历史尚有待考证，都尔的额我略曾在其著作《法兰克人史》中提到的“皇家城市”可能就是大努瓦西。1060年，法兰西国王亨利一世将大努瓦西赠予圣马丁代尚祷告院。法国大革命后，大努瓦西成为塞纳-瓦兹省的一个市镇。1790年，大努瓦西出现了“Mabille”手工纺织作坊，这是当地历史上的首个工业部门。但直至20世纪初，大努瓦西尚为一个人口不足两千的普通村落。1901年，诺让铁路公司建成连接巴黎万塞讷门和大努瓦西之间的有轨电车8号线，该线路于1920年被巴黎地区公共交通公司收购并改编号为120，后于1934年改为公共汽车运行。20世纪60年代，大努瓦西被规划为马恩拉瓦莱新城的一部分，当地兴建了多处柯布西耶式居民公寓楼以及商业中心，其人口数量快速增加。1968年，塞纳-瓦兹省被撤销，大努瓦西被划入新成立的塞纳-圣但尼省内。1977年，法兰西岛大区快铁A线及大努瓦西东山站建成通车。2016年，大努瓦西成为大巴黎都会区的一部分。2019年，大努瓦西境内的马恩岛生态街区（écoquartier de l’Ile-de-la-Marne）建设工程正式启动。

## 地理

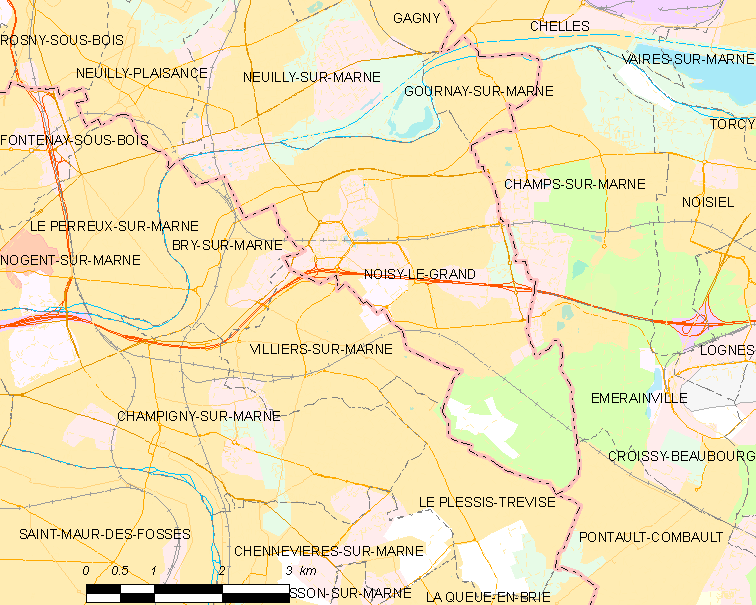
大努瓦西市镇范围地图

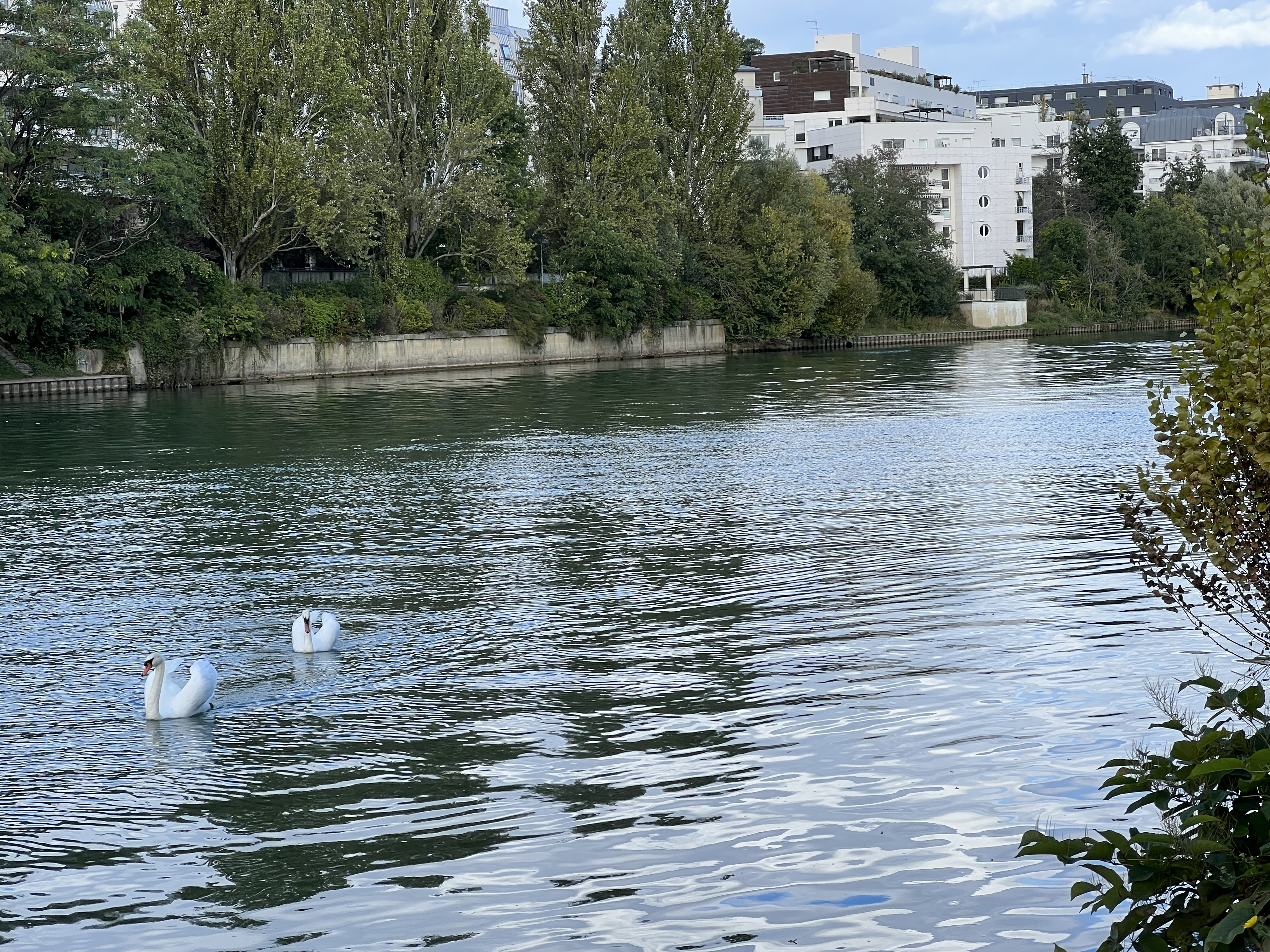
马恩河大努瓦西段

大努瓦西位于法国中北部，法兰西岛大区中北部和塞纳-圣但尼省南部，距离省会博比尼大约14公里。与大努瓦西接壤的市镇包括：讷伊普莱桑斯、马恩河畔讷伊、马恩河畔古尔奈、马恩河畔尚、马恩河畔布里、马恩河畔维利耶、埃姆兰维尔、勒普莱西特雷维斯和蓬托-孔博。

### 地形
大努瓦西位于巴黎盆地腹地，境内以平原为主，市镇中心地势较为平坦，整体地势自马恩河畔向外侧略有抬升，全境海拔在36到113米之间。

### 水文
大努瓦西位于塞纳河流域范围内，马恩河干流自东向西流经市界北部，此外东山街区有两处经人工改造而形成的湖泊。

### 植被
大努瓦西属于温带阔叶混交林区，市区内的主要绿地公园包括绿顶公园（Parc de la Butte Verte）、艺术家花园（Jardin des Artistes）等，均常年免费向公众开放。
在鲜花城市的评比中，大努瓦西被评为3星级鲜花城市。

### 气候
大努瓦西在柯本气候分类法中属于温带海洋性气候。
距离大努瓦西最近的常年气象站位于马恩河畔讷伊境内，以下为该气象站的数据（其中日照数据取自勒布尔歇）：
| 马恩河畔讷伊 1981年－2019年 | 马恩河畔讷伊 1981年－2019年 | 马恩河畔讷伊 1981年－2019年 | 马恩河畔讷伊 1981年－2019年 | 马恩河畔讷伊 1981年－2019年 | 马恩河畔讷伊 1981年－2019年 | 马恩河畔讷伊 1981年－2019年 | 马恩河畔讷伊 1981年－2019年 | 马恩河畔讷伊 1981年－2019年 | 马恩河畔讷伊 1981年－2019年 | 马恩河畔讷伊 1981年－2019年 | 马恩河畔讷伊 1981年－2019年 | 马恩河畔讷伊 1981年－2019年 | 马恩河畔讷伊 1981年－2019年 |
| 月份                        | 1月                         | 2月                         | 3月                         | 4月                         | 5月                         | 6月                         | 7月                         | 8月                         | 9月                         | 10月                        | 11月                        | 12月                        | 全年                        |
| --------------------------- | --------------------------- | --------------------------- | --------------------------- | --------------------------- | --------------------------- | --------------------------- | --------------------------- | --------------------------- | --------------------------- | --------------------------- | --------------------------- | --------------------------- | --------------------------- |
| 历史最高温 °C（°F）         | 16.6 (61.9)                 | 20 (68)                     | 25 (77)                     | 29.9 (85.8)                 | 33.1 (91.6)                 | 38.3 (100.9)                | 39.5 (103.1)                | 40.5 (104.9)                | 34.3 (93.7)                 | 29.7 (85.5)                 | 22.5 (72.5)                 | 18 (64)                     | 40.5 (104.9)                |
| 平均高温 °C（°F）           | 7.3 (45.1)                  | 8.5 (47.3)                  | 12.5 (54.5)                 | 15.9 (60.6)                 | 20 (68)                     | 23.2 (73.8)                 | 25.8 (78.4)                 | 25.5 (77.9)                 | 21.6 (70.9)                 | 16.7 (62.1)                 | 11 (52)                     | 7.7 (45.9)                  | 16.3 (61.3)                 |
| 日均气温 °C（°F）           | 4.5 (40.1)                  | 5 (41)                      | 8.3 (46.9)                  | 10.9 (51.6)                 | 14.9 (58.8)                 | 18 (64)                     | 20.4 (68.7)                 | 20 (68)                     | 16.4 (61.5)                 | 12.5 (54.5)                 | 7.8 (46.0)                  | 5.1 (41.2)                  | 12 (54)                     |
| 平均低温 °C（°F）           | 1.7 (35.1)                  | 1.5 (34.7)                  | 4 (39)                      | 6 (43)                      | 9.9 (49.8)                  | 12.9 (55.2)                 | 15 (59)                     | 14.5 (58.1)                 | 11.2 (52.2)                 | 8.3 (46.9)                  | 4.6 (40.3)                  | 2.5 (36.5)                  | 7.7 (45.9)                  |
| 历史最低温 °C（°F）         | −17 (1)                     | −12.5 (9.5)                 | −9.5 (14.9)                 | −3.2 (26.2)                 | 0.5 (32.9)                  | 4 (39)                      | 7.5 (45.5)                  | 5 (41)                      | 1.5 (34.7)                  | −4.5 (23.9)                 | −8.7 (16.3)                 | −8.9 (16.0)                 | −17 (1)                     |
| 平均降水量 mm（）           | 59.2 (2.33)                 | 48.1 (1.89)                 | 53.8 (2.12)                 | 53.5 (2.11)                 | 66 (2.6)                    | 58.8 (2.31)                 | 62 (2.4)                    | 57.6 (2.27)                 | 53.4 (2.10)                 | 66.3 (2.61)                 | 58.1 (2.29)                 | 69 (2.7)                    | 705.8 (27.79)               |
| 月均日照時數                | 62                          | 75.1                        | 125                         | 165.8                       | 193.3                       | 206.9                       | 215.7                       | 206.2                       | 160.2                       | 111.2                       | 65.1                        | 50.8                        | 1,637.3                     |
| 来源：infoclimat.fr         |                             |                             |                             |                             |                             |                             |                             |                             |                             |                             |                             |                             |                             |

## 行政区划
大努瓦西的市镇编号为93051，邮政编号为93160。
在行政管理方面，大努瓦西隶属于法国法兰西岛大区塞纳-圣但尼省勒兰西区；在地方选举方面，大努瓦西是大努瓦西县的中央投票站所在地，其市镇范围全境被划入塞纳-圣但尼省第三选区；在社会管理方面，大努瓦西是大巴黎都会区和大巴黎-大东部公共土地管理局的组成部分。
大努瓦西市镇被划为五个街区，并实行街区自治制度。大努瓦西的尚皮-上巴通（Champy - Hauts Bâtons）、东山-帕拉西奥（Mont d'Est - Palacio）和新石板（Pavé-Neuf）三个街区为城市政策优先街区。
法国国家统计与经济研究所（简称）在进行数据统计时，将大努瓦西及相邻的另外428个市镇设为巴黎城市核心区（2020年扩充至431个），并将包括核心区在内的周边共1,794个市镇划为巴黎城市区。自2020年起，巴黎城市区被包含1,949个市镇的巴黎城市辐射区代替。此外，还将大努瓦西市镇分为了22个“块区”（IRIS），以便于统计人口分布情况。

## 交通

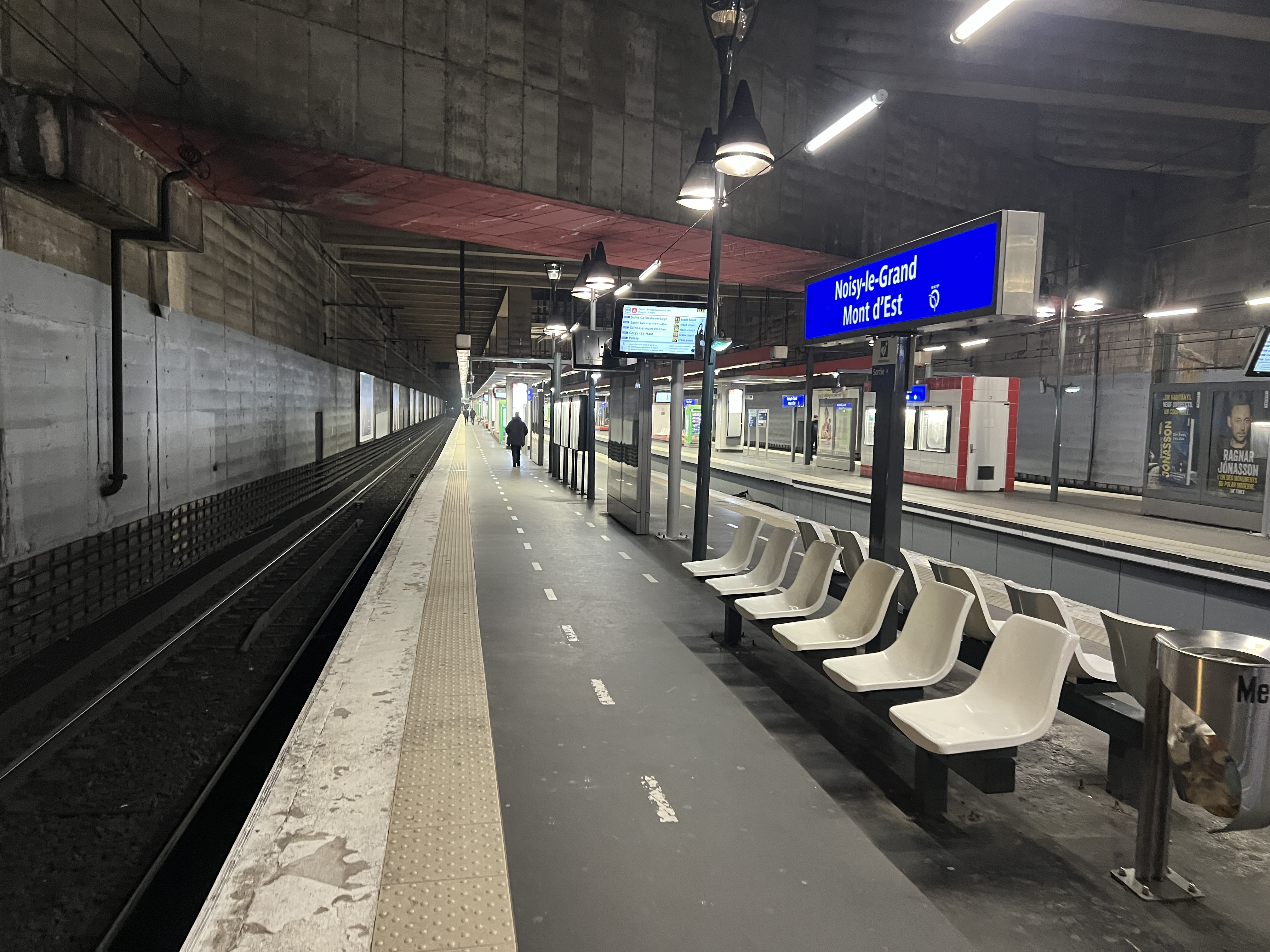
大努瓦西东山站的站台

### 公路
A4高速公路经过大努瓦西市区南部，通过两个全互通式出入口和一个半互通出入口连接市区。除快速路外，大努瓦西境内的大部分街道已完成城市化改造，配有照明、排水、人行道及非机动车道等设施。
| 8 | 2 |

| 10 | 3.5 |

| 18 | 6.3 |

| 博比尼 | 13 |

| 勒兰西 | 8 |

| 马恩河畔讷伊 | 2.5 |

| 谢勒 | 6 |

| 托尔西 | 8 |

| 蓬托-孔博 | 12 |

| 马恩河畔诺让 | 6 |

| 丰特奈苏布瓦 | 7 |

| 马恩河畔尚皮尼 | 7 |

2019年，68.1%的大努瓦西家庭拥有至少一辆私人汽车。2019年，大努瓦西境内共发生各类交通事故94起，造成104人受伤，其中7人重伤。

### 铁路
法兰西岛大区快铁A线经过大努瓦西境内，并设有大努瓦西东山站和努瓦西-尚站两个车站。

### 航空
大努瓦西市中心距离巴黎-奥利机场和巴黎戴高乐机场的公路里程分别大约24公里和27公里。

### 城市公共交通
| 途经大努瓦西境内的主要公共交通线路 |        | |
| 类型                               | 运营商 | 线路 |
| 快铁                               | RATP   | ：塞尔吉高地站 / 普瓦西站 / 圣日耳曼昂莱站 ↔ 楠泰尔省府站 ↔ 拉德芳斯站 ↔ 戴高乐将军-星星站 ↔ 沙特莱-大堂站 ↔ 巴黎里昂火车站 ↔ 万塞讷站 ↔ 丰特奈谷站 ↔ 大努瓦西东山站 ↔ 努瓦西-尚站 ↔ 托尔西站 ↔ 马恩拉瓦莱-谢西站 |
| 公共汽车                           | RATP   | 120：快铁马恩河畔诺让站 ↔ 副省政府-茹费理 ↔ 快铁诺让-勒佩勒站 ↔ 马恩河畔布里市政府 ↔ 快铁马恩河畔布里站 ↔ 圣卡米尔医院 ↔ 国际高中 ↔ 大努瓦西东山站 206：大努瓦西东山站 ↔ 公墓 ↔ 阿洛布罗基人广场 ↔ 马恩河畔维利耶市政府 ↔ 快铁马恩河畔维利耶-勒普莱西特雷维斯站 ↔ 勒普莱西特雷维斯市政府 ↔ 勒普莱西特雷维斯-凡尔登广场 207：大努瓦西东山站 ↔ 公墓 ↔ 阿洛布罗基人广场 ↔ 戈蒙大街 ↔ 马恩河畔维利耶市政府 ↔ 快铁马恩河畔维利耶-勒普莱西特雷维斯站 ↔ 勒普莱西特雷维斯市政府 ↔ 布里地区拉克-医院 212：快铁努瓦西-尚站 ↔ 莱萨埃罗斯捷 ↔ 马尔努-多米尼克·罗歇托球场 ↔ 埃姆兰维尔市政府 ↔ 埃姆兰维尔-蓬托-孔博站 220：快铁马恩河畔布里站 ↔ 讷伊公路 ↔ 大努瓦西市政府 ↔ 古尔奈角 ↔ 快铁努瓦谢勒站 ↔ 托尔西市政厅 ↔ 贾克·普维 ↔ 快铁托尔西站 303：博比尼-巴勃罗·毕加索 ↔ 快铁邦迪站 ↔ 维勒蒙布勒公墓 ↔ 快铁加尼站 ↔ 柳林城 ↔ 莱昂·布吕姆 ↔ 抵抗运动广场 ↔ 大努瓦西市政府 ↔ 快铁大努瓦西东山站 306：大努瓦西东山站 ↔ 公墓 ↔ 阿洛布罗基人广场 ↔ 马恩河畔维利耶市政府 ↔ 快铁马恩河畔维利耶-勒普莱西特雷维斯站 ↔ 省级公园 ↔ 尚皮尼市政府 ↔ 尚皮尼站 ↔ 自由孔代 ↔ 军火广场 ↔ 快铁圣莫尔-克雷泰伊站 310：快铁努瓦西-尚站（区域环线） 312：快铁努瓦西-尚站（区域环线） 320：快铁大努瓦西东山站（区域环线） 520：快铁莱布莱罗尚皮尼站 ↔ 布里三岔口 ↔ 马恩河畔布里市政府 ↔ 马恩河街 ↔ 快铁马恩河畔布里站 ← 马克思·多尔穆瓦-卡诺 ← 上布里 |
| 公共汽车                           | (N)    | N34：巴黎-里昂火车站 ↔ 蒙特勒伊市政府 ↔ 丰特奈谷站 ↔ 快铁讷伊普莱桑斯站 ↔ 埃莱娜·布谢 ↔ 抵抗运动广场 ↔ 大努瓦西市政府 ↔ 快铁大努瓦西东山站 ↔ 马恩河畔尚市政厅 ↔ 四块路 ↔ 快铁托尔西站 N130：巴黎-里昂火车站 ↔ 布里三岔口 ↔ 马恩河畔维利耶-勒普莱西特雷维斯站 ↔ 大努瓦西东山站 ↔ 努瓦西-尚站 ↔ 努瓦谢勒站 ↔ 快铁托尔西站 ↔ 比西圣乔治 ↔ 马恩拉瓦莱-谢西站 |
| 1.                                 |        | |

## 政治

### 市政内阁

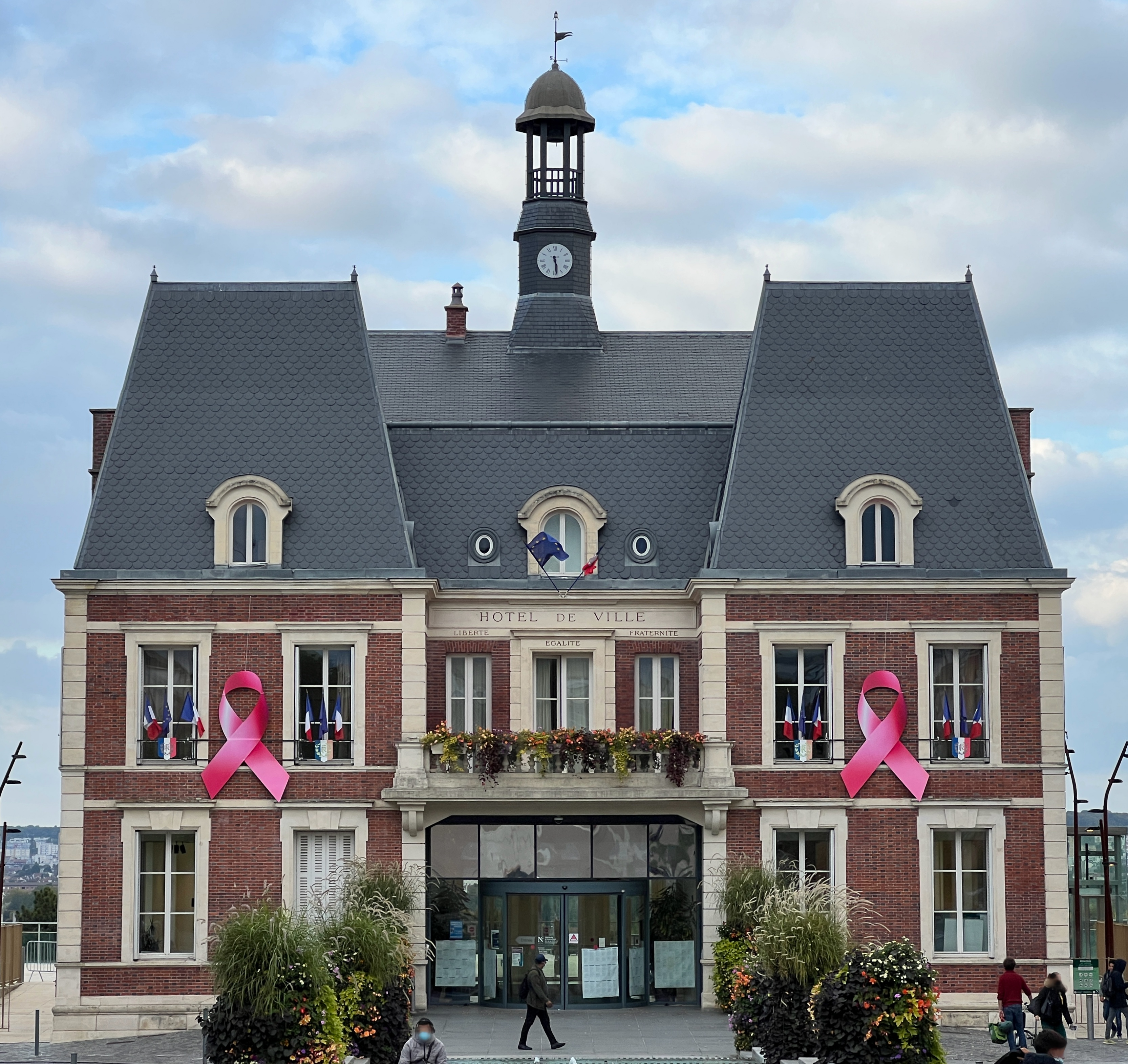
大努瓦西市政厅

大努瓦西的现任市长为布丽吉特·马西尼女士（Brigitte MARSIGNY），她是共和党的一名成员，在2020年的市政选举中获得了42.89%的支持率。
| 大努瓦西历届市长 | 大努瓦西历届市长                                      | 大努瓦西历届市长                                 |
| 任期             | 市长                                                  | 党派                                             |
| ---------------- | ----------------------------------------------------- | ------------------------------------------------ |
| 1945年－1957年   | Paul SERELLE 保罗·塞雷勒                              | PCF法国共产党                                    |
| 1957年－1962年   | André ORY 安德烈·奥里                                 | PCF法国共产党                                    |
| 1962年－1965年   | Jean BESSERER 让·贝塞勒                               | PCF法国共产党                                    |
| 1965年－1977年   | Marius SERELLE 马里尤斯·塞雷勒                        | DVD右翼无党派人士                                |
| 1977年－1984年   | Marie-Thérèse GOUTMANN 玛丽-泰蕾丝·古特曼             | PCF法国共产党                                    |
| 1984年－1993年   | Françoise MASSONNAUD-RICHARD 弗朗索瓦丝·马索诺-里夏尔 | RPR保衛共和聯盟 →UDF法国民主联盟 →PR法国共和人党 |
| 1993年－1995年   | Antoine PONTONE 安托万·蓬托纳                         | UDF法国民主联盟 →PR法国共和人党                  |
| 1995年－2015年   | Michel PAJON 米歇尔·帕容                              | PS社会党                                         |
| 2015年－         | Brigitte MARSIGNY 布丽吉特·马西尼                     | LR共和黨                                         |

### 各级选举
| 大努瓦西历届投票选举结果 | 大努瓦西历届投票选举结果 | 大努瓦西历届投票选举结果 | 大努瓦西历届投票选举结果 | 大努瓦西历届投票选举结果          | 大努瓦西历届投票选举结果 | 大努瓦西历届投票选举结果 | 大努瓦西历届投票选举结果          | 大努瓦西历届投票选举结果 | 大努瓦西历届投票选举结果 |
| 选举项目                 | 选举范围                 | 选区单位                 | 选区单位内的选举结果     | 选区单位内的选举结果              | 选区单位内的选举结果     | 选区单位内的选举结果     | 选区单位内的选举结果              | 选区单位内的选举结果     | 参考资料                 |
| 选举项目                 | 选举范围                 | 选区单位                 | 第一轮胜出者             | 第一轮胜出者                      | 支持率                   | 第二轮胜出者             | 第二轮胜出者                      | 支持率                   | 参考资料                 |
| ------------------------ | ------------------------ | ------------------------ | ------------------------ | --------------------------------- | ------------------------ | ------------------------ | --------------------------------- | ------------------------ | ------------------------ |
| 2017年法國總統選舉       | 法國                     | 市镇                     |                          | 埃马纽埃尔·马克龙                 | 29.17%                   |                          | 埃马纽埃尔·马克龙                 | 78.92%                   | [ 37 ]                   |
| 2017年法国立法选举       | 塞纳-圣但尼省第三选区    | 市镇                     |                          | 帕特里斯·阿纳托                   | 42.56%                   |                          | 帕特里斯·阿纳托                   | 57.23%                   | [ 37 ]                   |
| 2019年欧洲议会选举       | 法國                     | 市镇                     |                          | 娜塔莉·卢瓦索                     | 25.03%                   | （不适用）               | （不适用）                        | （不适用）               | [ 39 ]                   |
| 2021年法国省级选举       | 塞纳-圣但尼省            | 县                       |                          | 埃马纽埃尔·孔斯唐 弗雷德里克·德尼 | 33.43%                   |                          | 埃马纽埃尔·孔斯唐 弗雷德里克·德尼 | 50.16%                   | [ 40 ]                   |
| 2021年法国省级选举       | 塞纳-圣但尼省            | 市镇                     |                          | 埃马纽埃尔·孔斯唐 弗雷德里克·德尼 | 34.32%                   |                          | 埃马纽埃尔·孔斯唐 弗雷德里克·德尼 | 51.15%                   | [ 40 ]                   |
| 2021年法国大区选举       | 法蘭西島大區             | 市镇                     |                          | 瓦莱丽·佩克雷斯                   | 32.54%                   |                          | 瓦莱丽·佩克雷斯                   | 42.14%                   | [ 41 ]                   |
| 2022年法国总统选举       | 法國                     | 市镇                     |                          | 让-吕克·梅朗雄                    | 36%                      |                          | 埃马纽埃尔·马克龙                 | 72.78%                   | [ 37 ]                   |
| 2022年法国立法选举       | 塞纳-圣但尼省第三选区    | 市镇                     |                          | 托马·波尔特                       | 35.05%                   |                          | 托马·波尔特                       | 55.08%                   | [ 37 ]                   |

## 人口
2019年，大努瓦西市镇人口数量为67,871，在法国排名第77位。其中男性32,524人，女性35,347人，75岁及以上人口占4.6%，外籍人口数量为11,061人，人口密度为5,241人/平方公里，当地居民被称为（男性）或（女性）。2020年，大努瓦西境内出生1,089人，死亡人口400人。
| 大努瓦西1901年－2020年人口变化情况 |
|                                    |
| 数据来源：Cassini、INSEE           |

## 经济

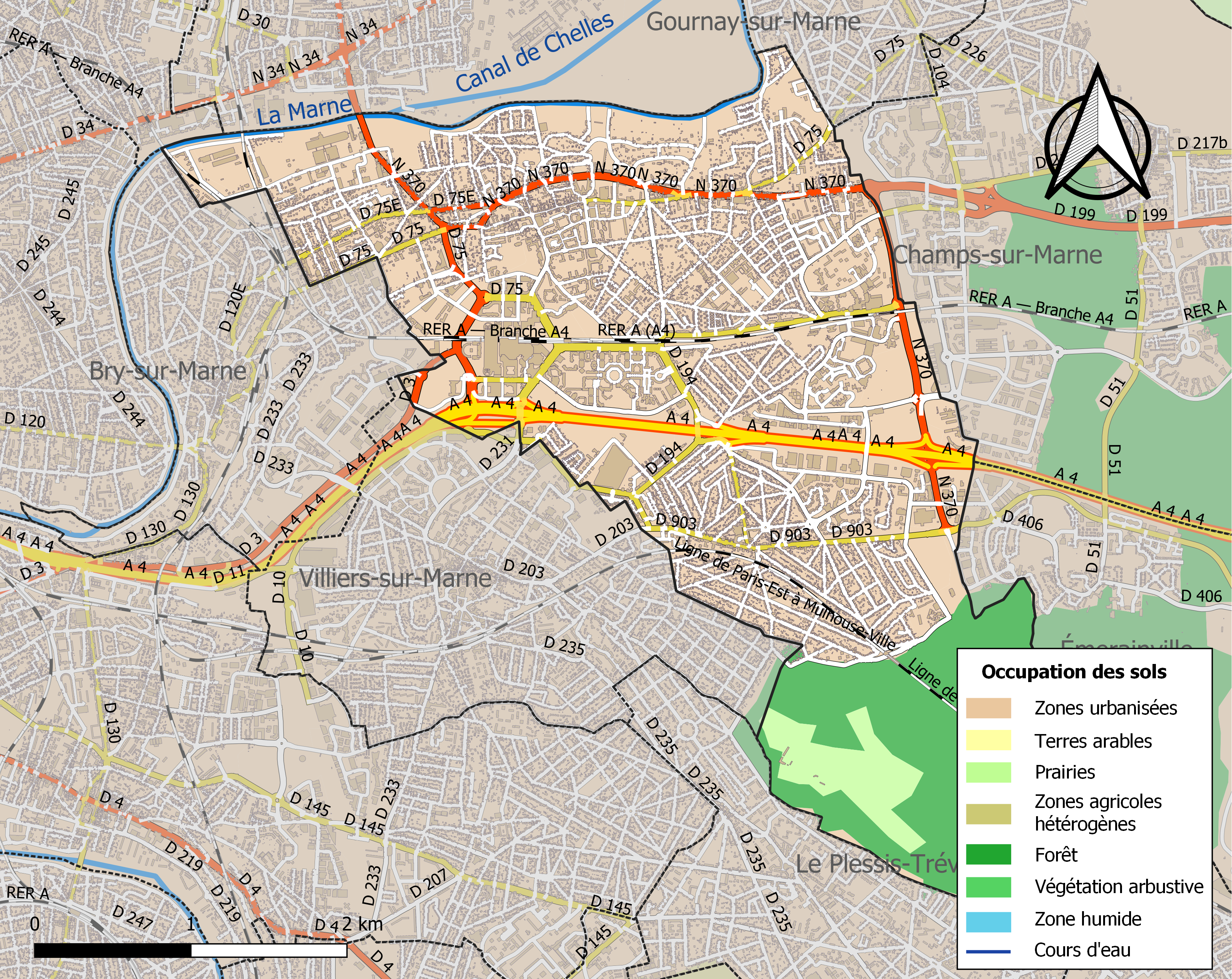
大努瓦西土地利用情况地图

大努瓦西是巴黎东部的一个近郊卫星城，也是一个区域性的中心城市。截止2023年2月，大努瓦西市镇范围内共有各类用人单位（包含自雇）10,308家，平均历史为11年，其中98.63%为中小型企业（PME），2022年12月至2023年2月间，当地的经济活力指数为1.24%。（汽车租赁）、（肉制品加工）及（食品储存）是当地2021年营业额最高的三个企业，分别为1,106,921,000欧元、758,049,678欧元和277,034,162欧元。

## 财政与居民收入
2021年，大努瓦西的财政收入总额为125,083,000欧元，财政支出总额为107,411,000欧元，当年的债务总额为86,460,400欧元。2021年，大努瓦西市镇通过增值税获得5,477,250欧元的收入，此外当地还共获得了1,805,470欧元的国家直接财政补助。
2020年，大努瓦西的人均月收入总额为2,540欧元，其中高级职员为3,820欧元，低于法国平均水平（4,230欧元）；中级职员为2,511欧元，高于法国平均水平（2,411欧元）；普通职员为1,842欧元，高于法国平均水平（1,740欧元）。
2019年，大努瓦西境内的贫困率为17%，青壮年（15至64岁）失业率为13.3%；当地54.7%的家庭拥有纳税资格，平均纳税3,635欧元，低于法国平均水平（3,910欧元）。

## 社会事务

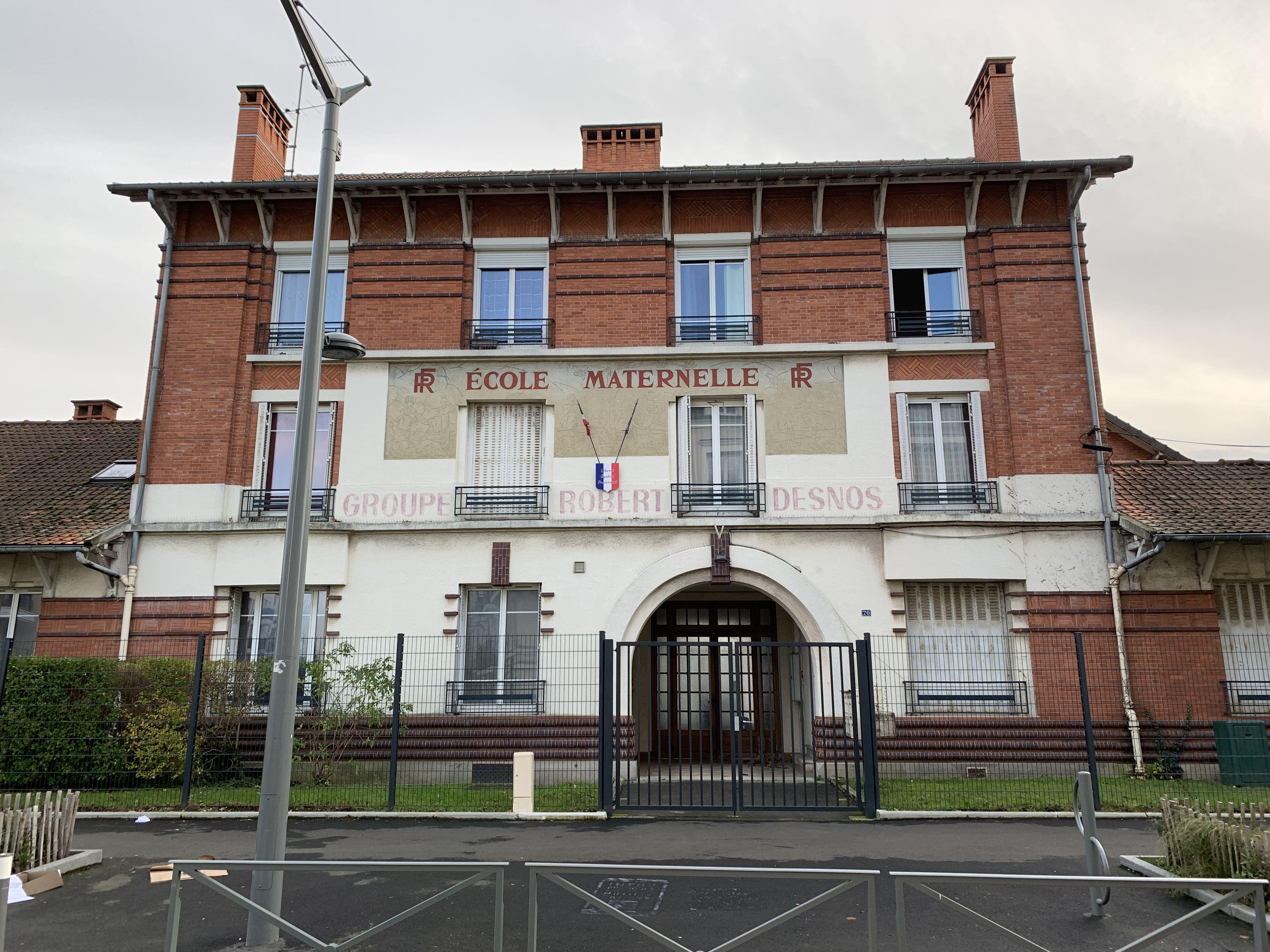
大努瓦西的一所学校

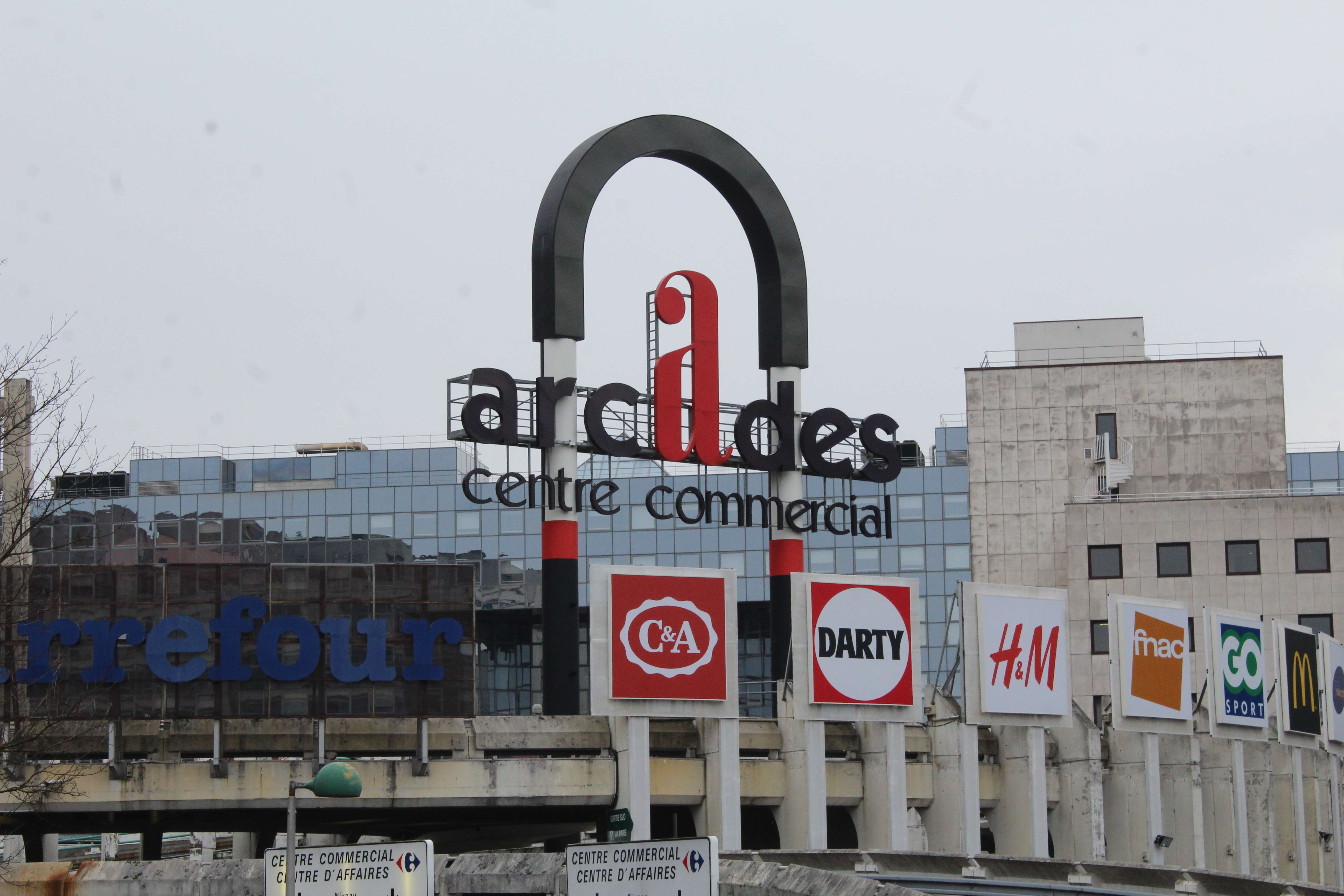
阿尔卡德商业中心

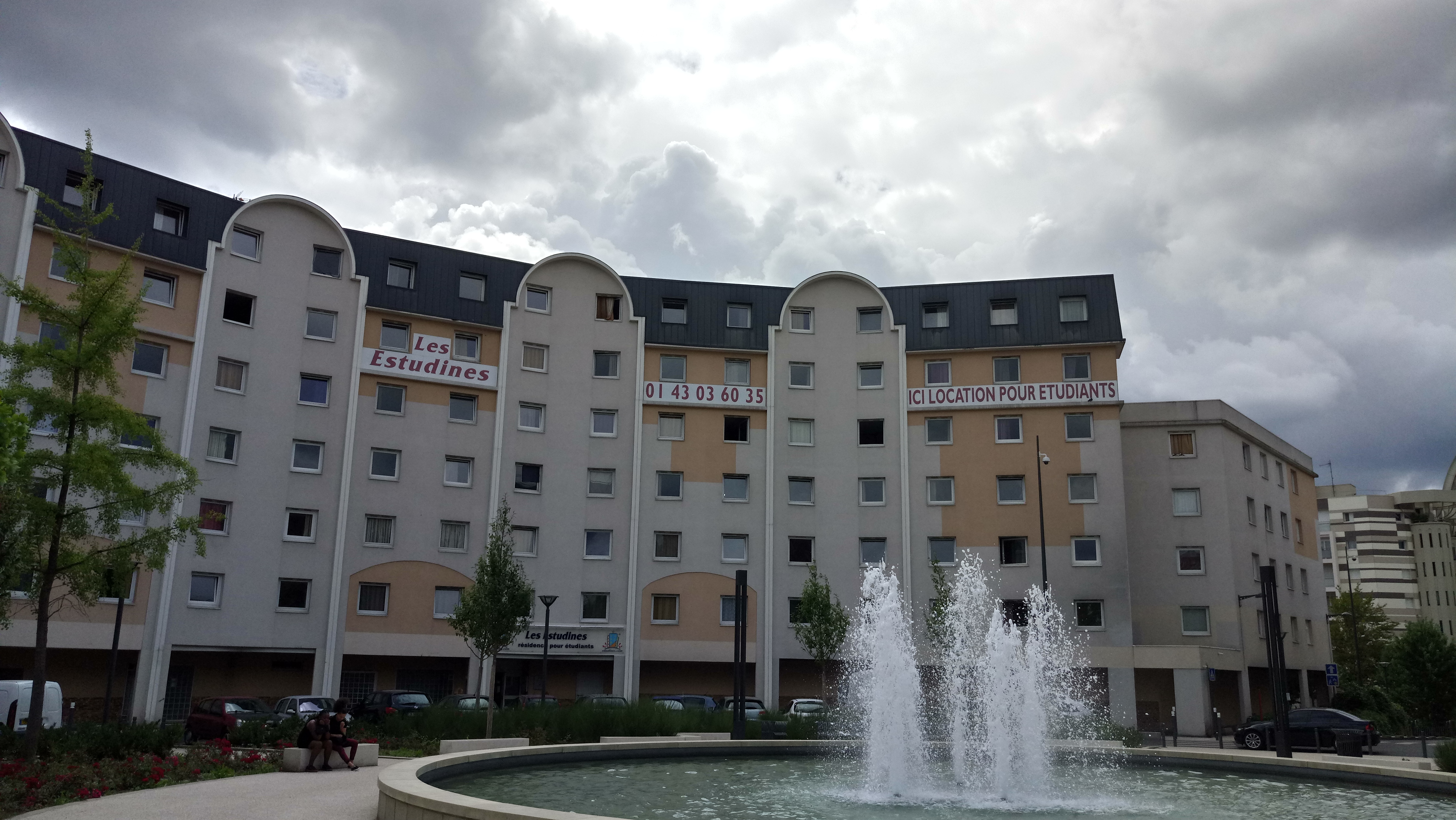
莱埃蒂迪讷居民公寓楼

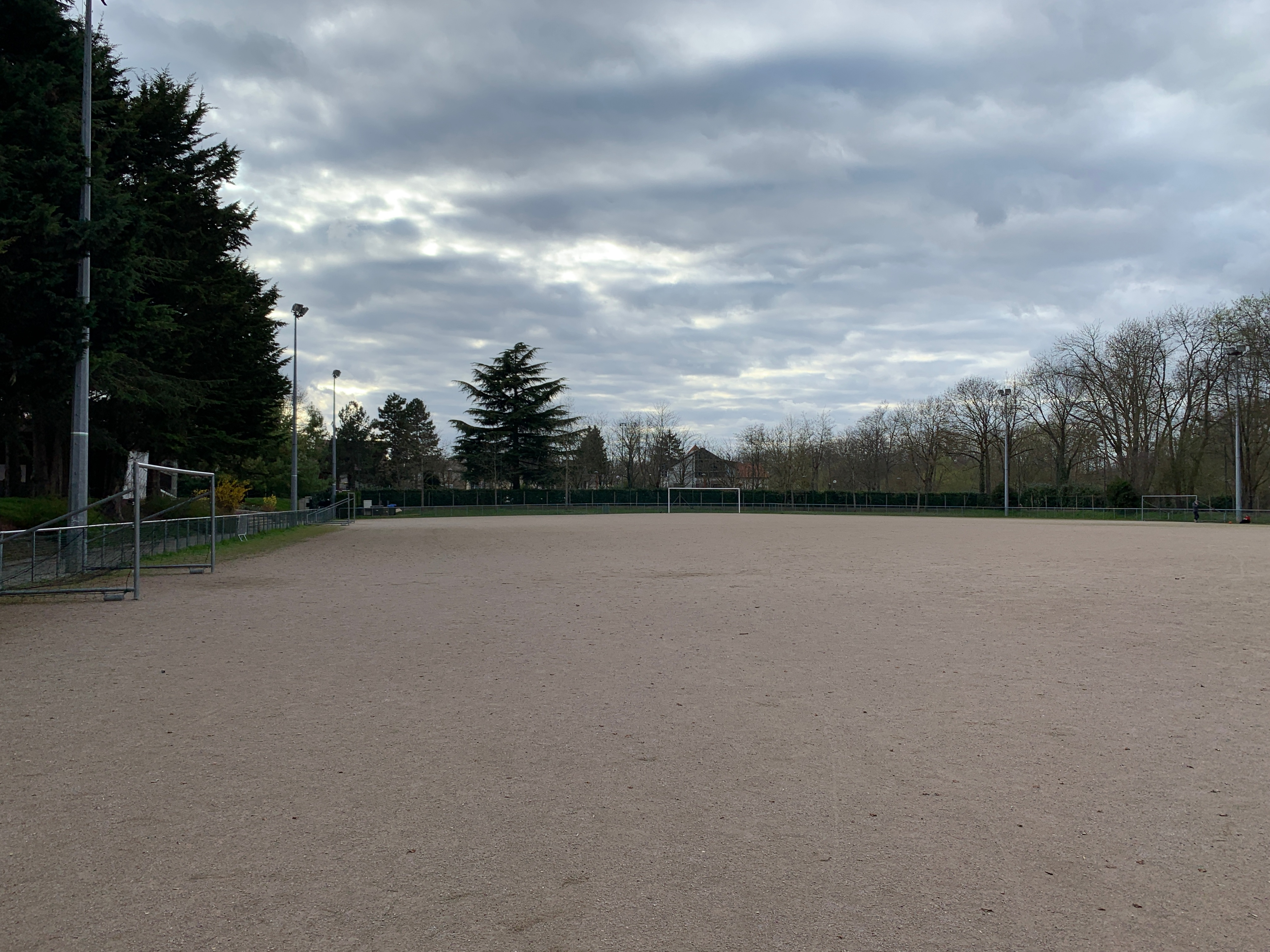
大努瓦西的一处露天球场

### 教育
大努瓦西属于克雷泰伊学区。截止2021年1月1日，大努瓦西境内共有21所幼儿园、24所小学、8所初级中学、4所普通高中和3所职业高中。2021至2022学年度，大努瓦西境内共有在校中等教育阶段学生7,929名。

### 医疗
截止2021年1月1日，大努瓦西境内共有全科医生27名、保健师44名、牙医36名、护士39名、耳科医生2名、眼科医生0名、皮肤科医生1名、助产士7名、儿科医生5名和妇科医生4名。境内共有药房17家、残疾人帮扶中心4家。
圣卡米尔医院（Hôpital Saint Camille）是一家非营利性的私立综合医疗机构，该院位于马恩河畔布里境内，距离大努瓦西市中心正常车程约7分钟。
距离大努瓦西最近的区域性医疗机构为亨利·蒙多尔大学中心医院，其主病区位于克雷泰伊境内，距离大努瓦西市区的正常车程大约14分钟，该院设有床位806个，是当地规模最大的公立综合性医院。

### 住房
2019年，大努瓦西境内共有各类住房30,250套，其中23.6%为独立式居民区，75.0%为集中式居民区。常住房屋占大努瓦西市镇范围内居民建筑总量的92.7%。
在住房保障政策方面，2021年，大努瓦西境内共有6,618户家庭获得了住房经济补助，受益人数占总人口数量的9.8%，其中6,385份为房租补助。

### 商业
2021年，大努瓦西境内共有各类实体商铺1,199家，其中餐厅188家、大型超市8家、杂货店25家、面包房19家、肉铺14家、书店6家、装饰品店3家、银行门店21家、美容美发店46家、汽车维修店27家。阿尔卡德商业中心（Centre commercial Arcades）位于大努瓦西南部的东山街区，是一个大型集中式商业中心，有家乐福、H&M、Fnac、La Grande Récré等商场。

### 体育
2021年，大努瓦西境内共有1家游泳池、7间体育馆、4座综合体育场、15处网球场、3处足球或橄榄球场以及4处篮球或排球场。
截至2023年2月，大努瓦西境内共有五家注册足球俱乐部。大努瓦西足球俱乐部（Noisy Le Grand FC，编号500797）是当地的代表性足球队，成立于1980年，其主队2022至2023赛季参加法兰西岛大区足球联赛甲组（法国第六级别），其主场为马恩河岸球场（Stade des Bords de Marne）。

### 环境
大努瓦西的环境事务由其所属的大巴黎-大东部公共土地管理局联合各级政府协调负责。2021年，大努瓦西境内共有1家污染企业。

### 治安
大努瓦西警区（zone police de Noisy le Grand）的管辖范围共包括2个市镇。2020年，该警区累计记录各类案件4,853起，其中盗窃类案件2,184起，经济类案件607起，毒品交易类案件617起。

## 文化
2021年，大努瓦西境内共有1家剧场、2家电影院和1家音乐厅。大努瓦西建有乔治·沃林斯基多媒体中心（Médiathèque Georges-Wolinski），每周二至六向公众开放。

### 建筑
大努瓦西境内有多处历史建筑，其中圣叙尔皮斯教堂、公墓十字架等为法国国家文物保护单位，毕加索斗兽场是一座现代办公楼，因其圆形造型而成为当地的地标性建筑物。

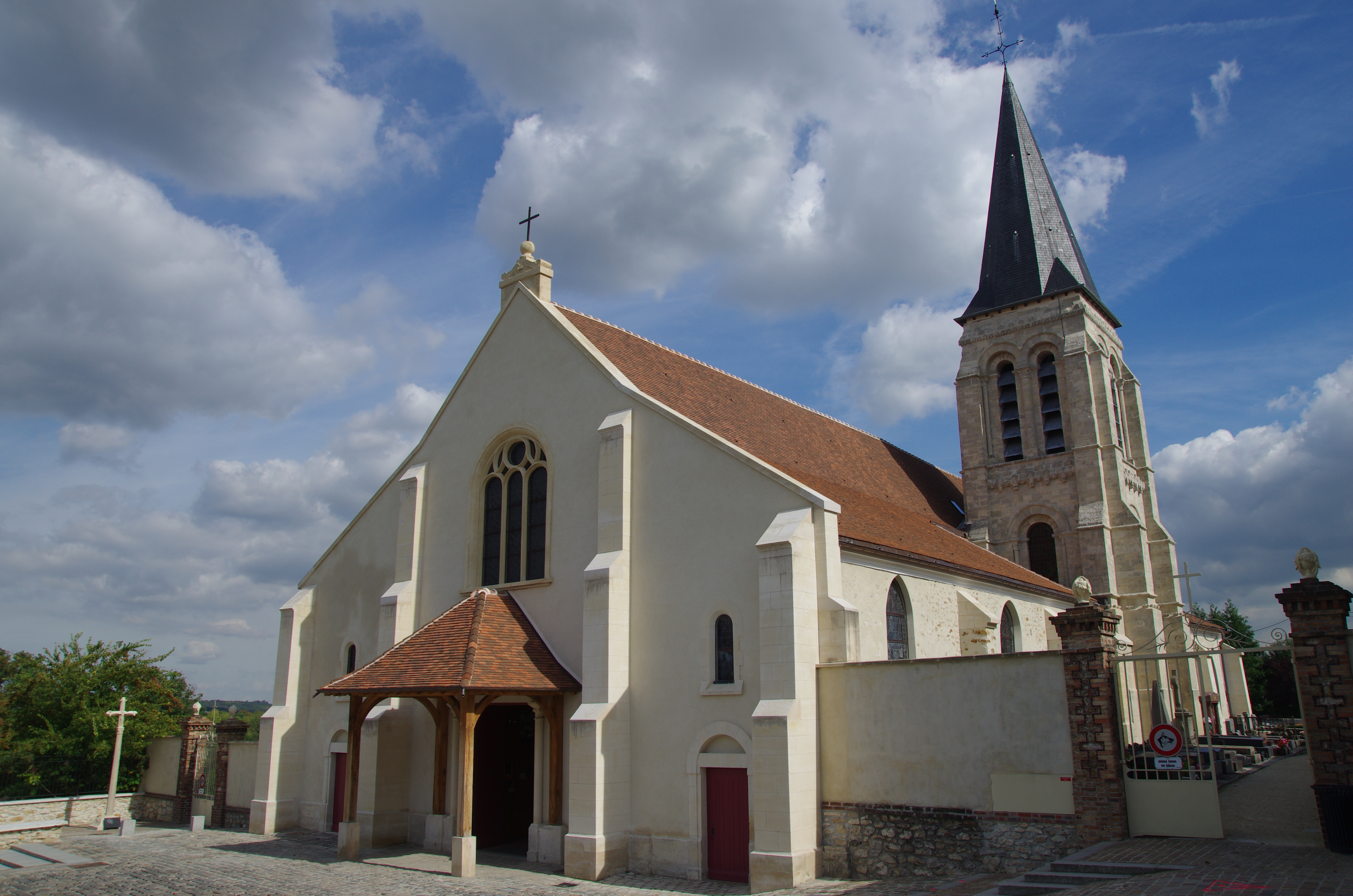
圣叙尔皮斯教堂（法语：Église Saint-Sulpice (Noisy-le-Grand)）
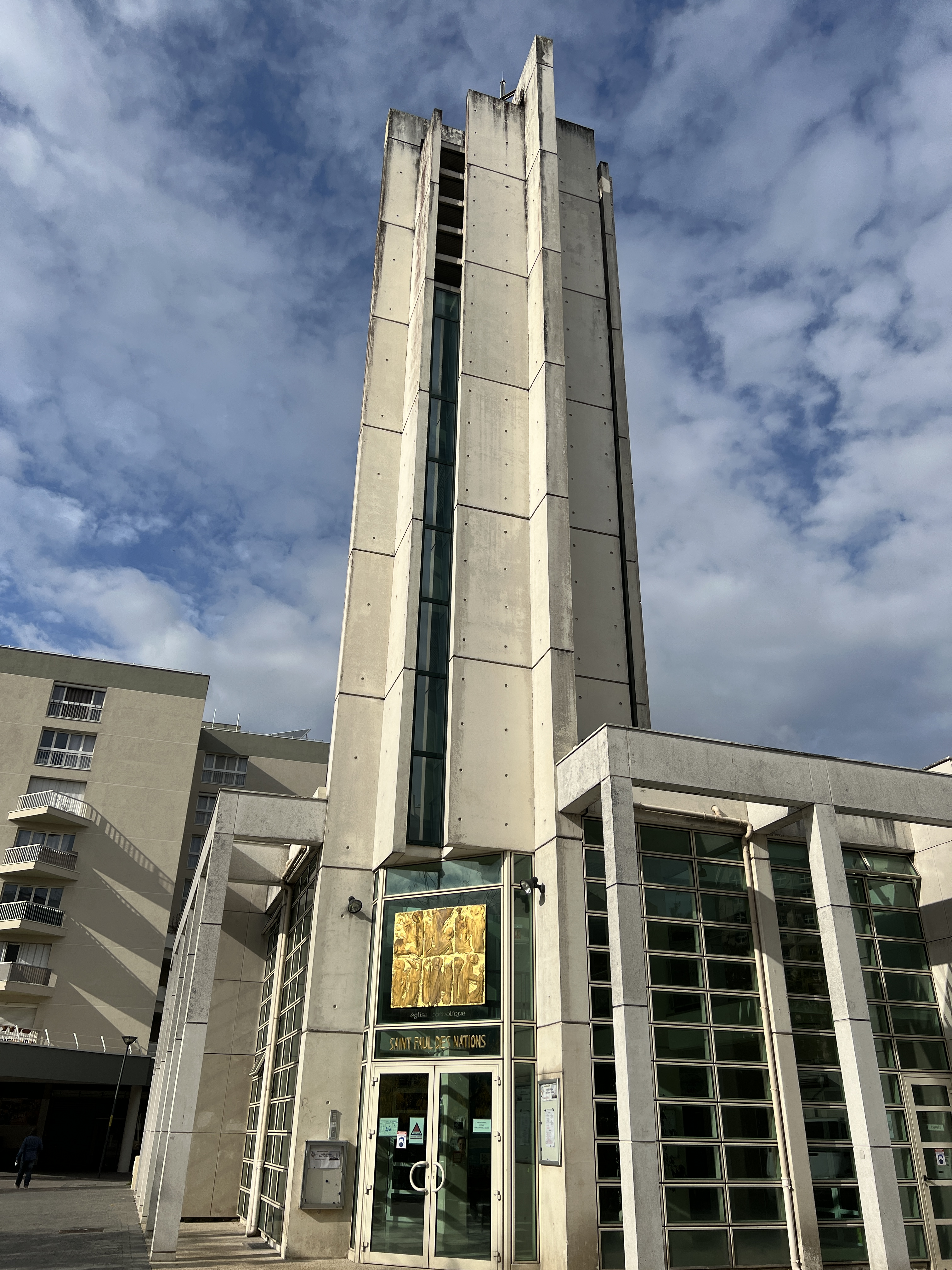
圣保罗教堂
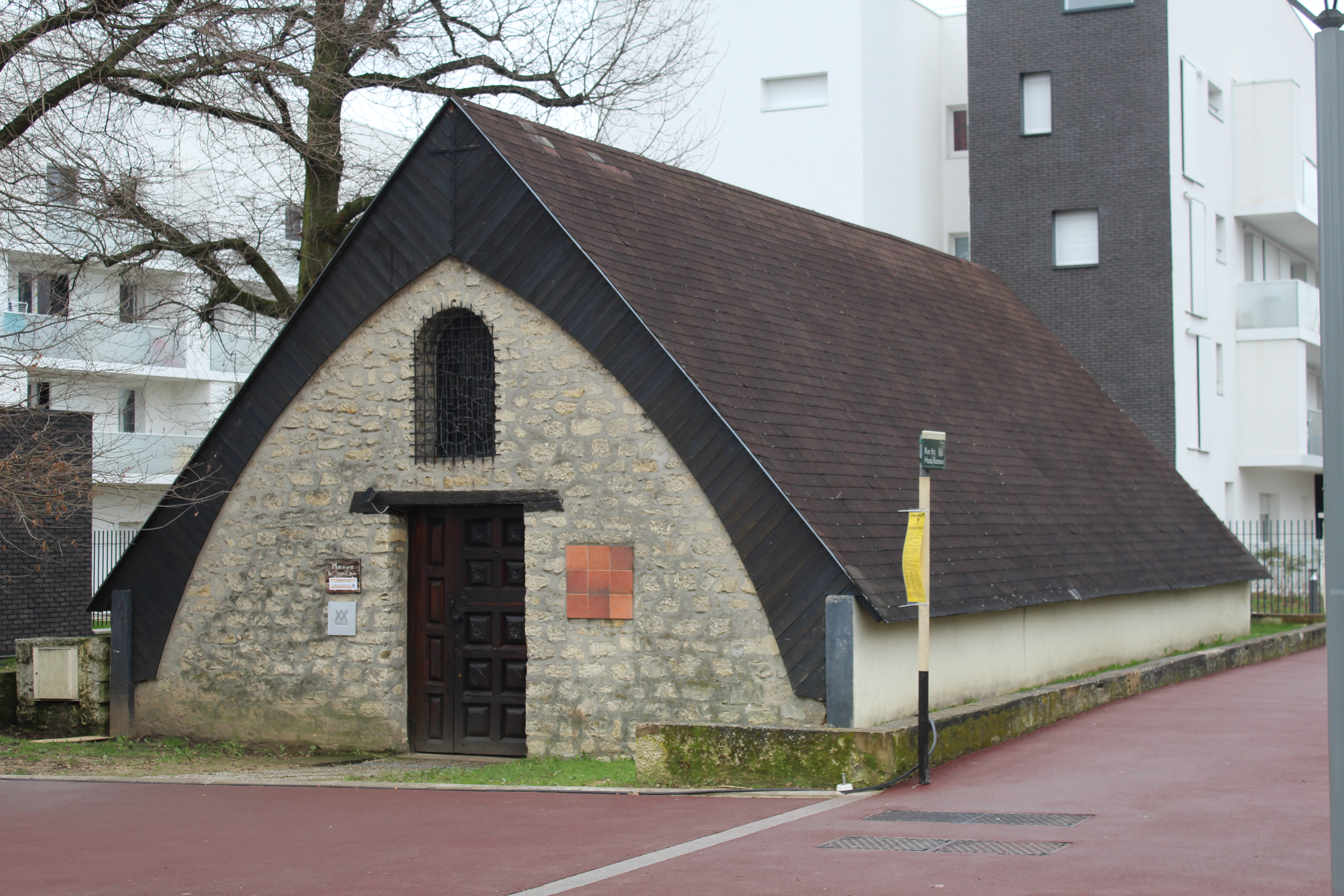
圣母小教堂（法语：Chapelle Notre-Dame-des-Sans-Logis-et-de-Tout-le-Monde）
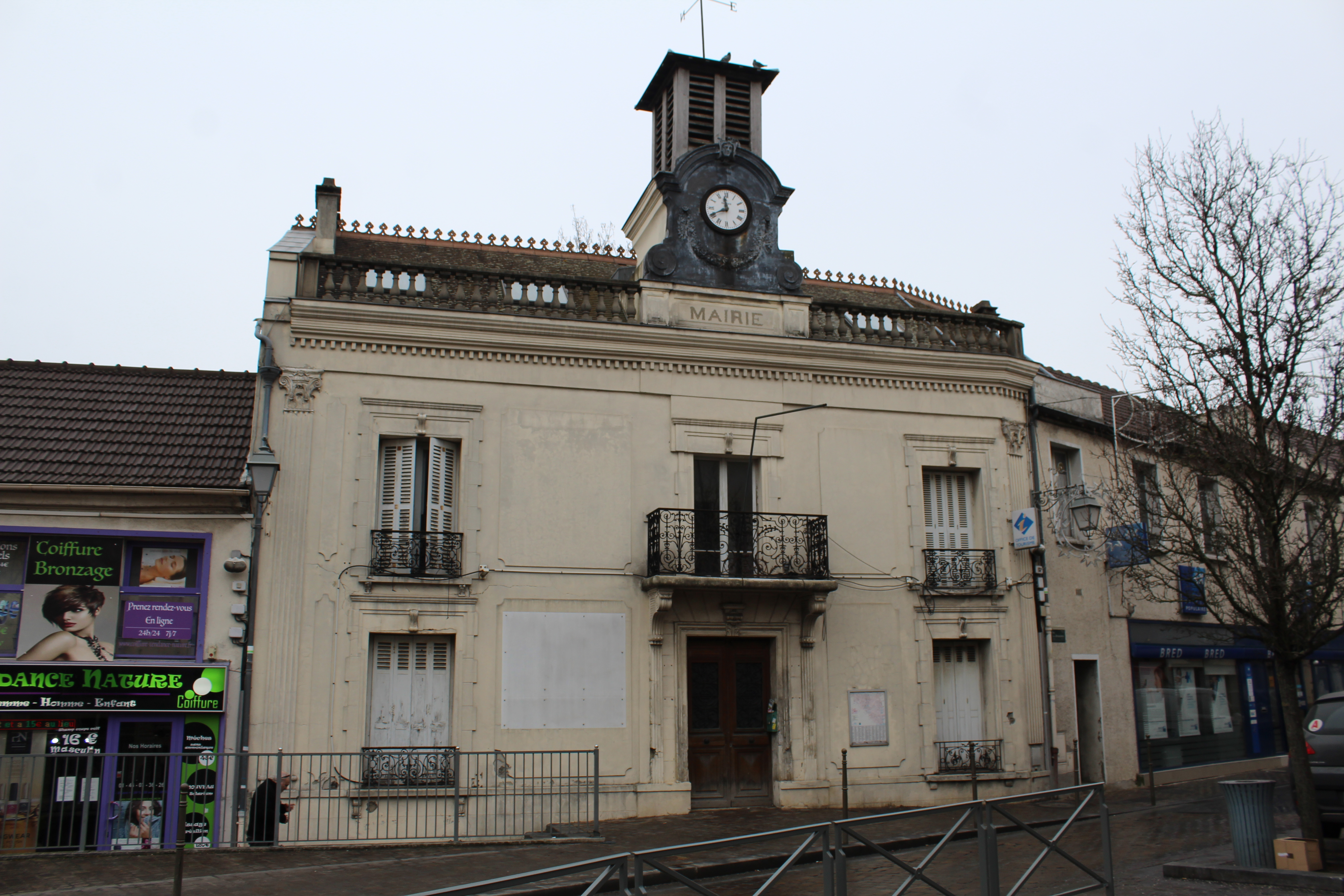
旧市政厅
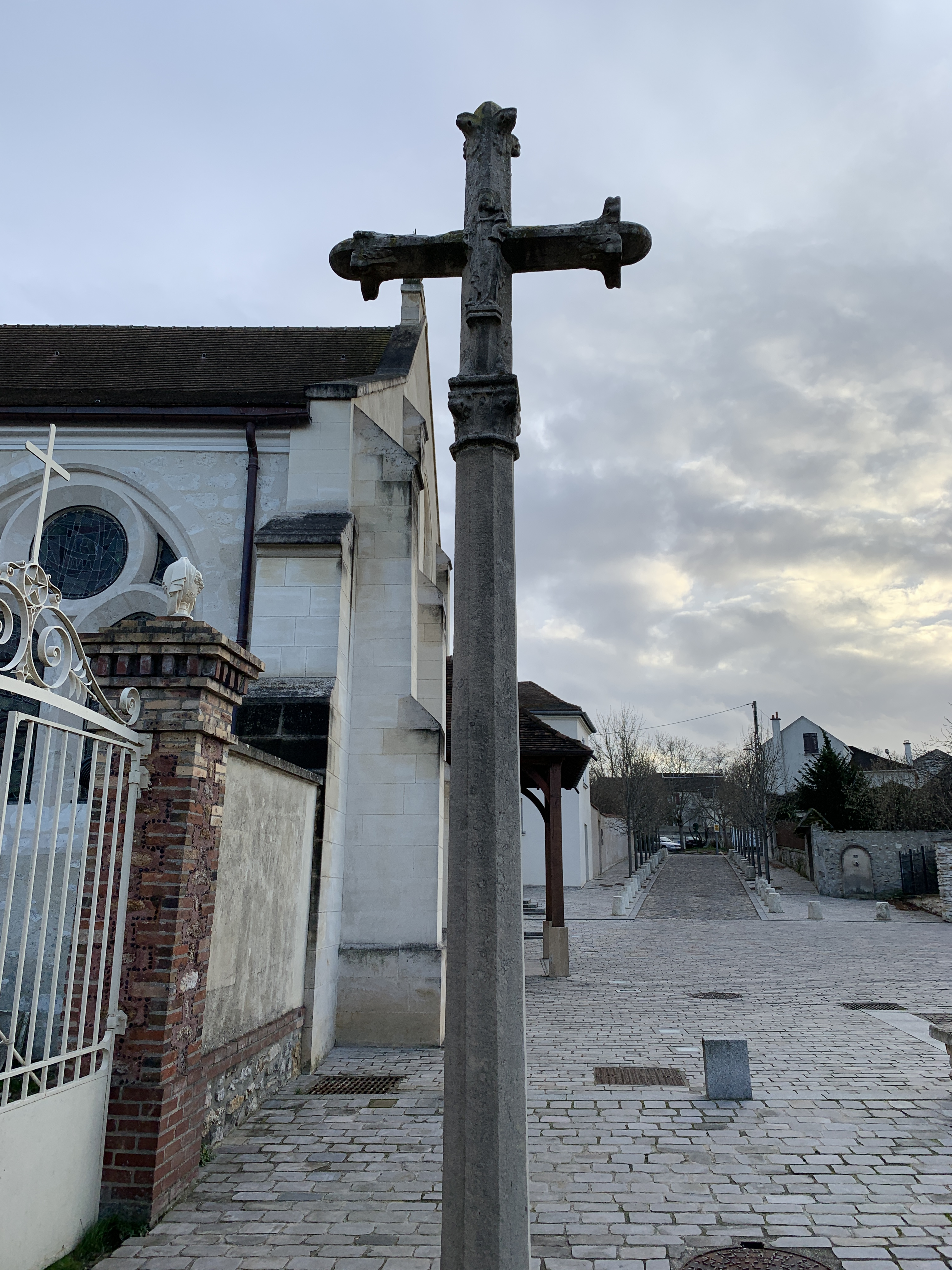
公墓十字架（法语：Croix de cimetière de Noisy-le-Grand）
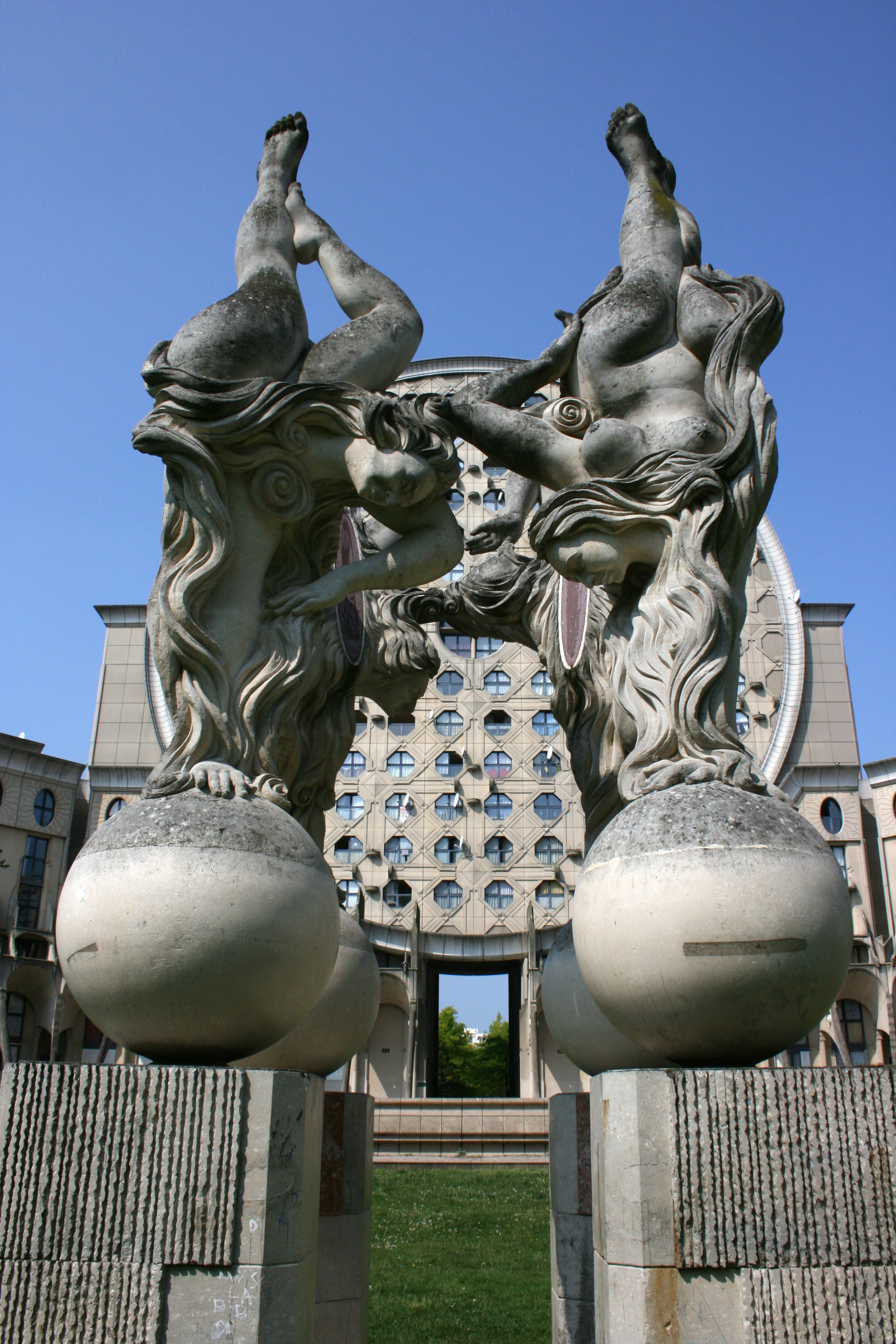
毕加索雕塑
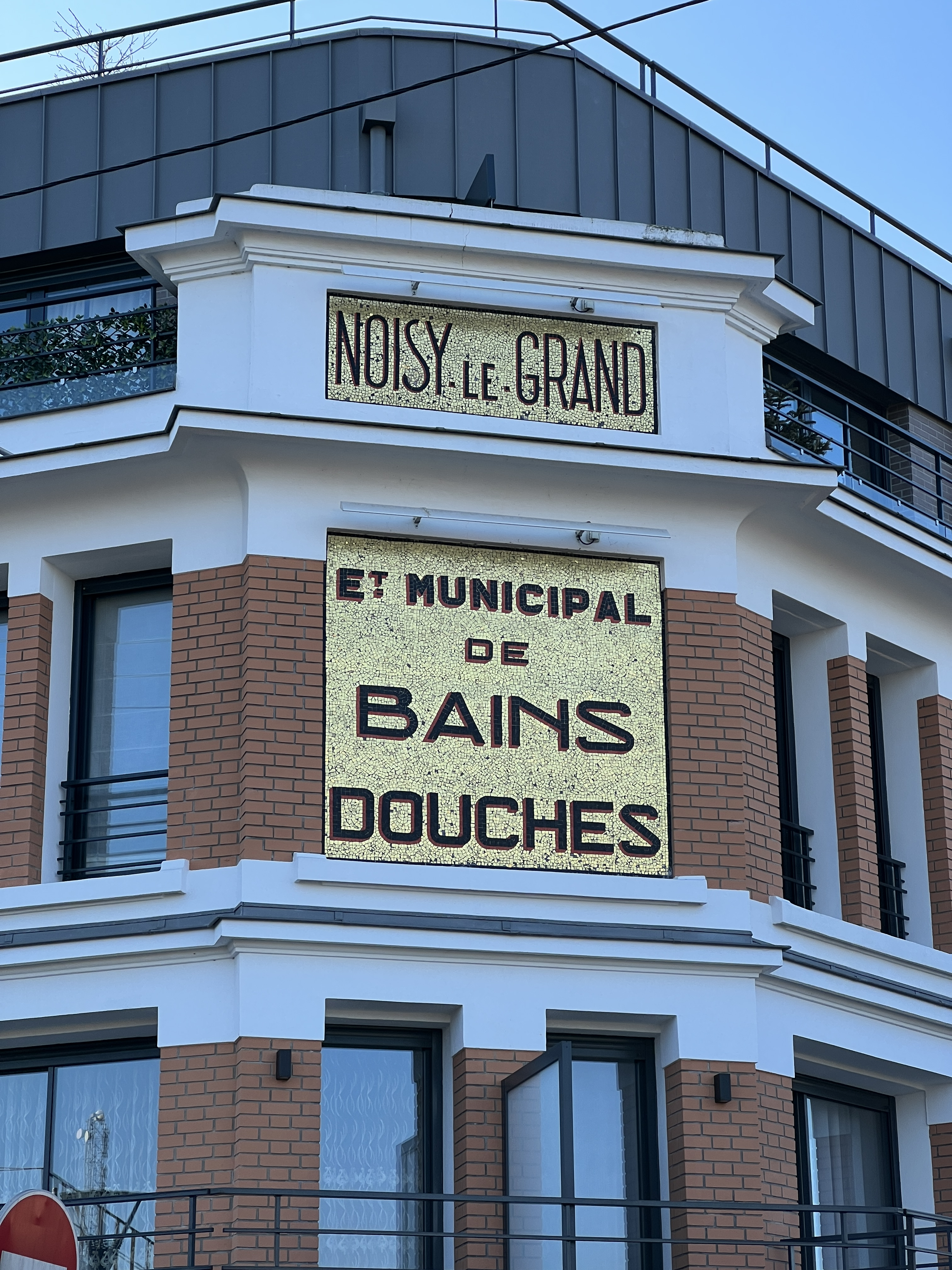
浴场
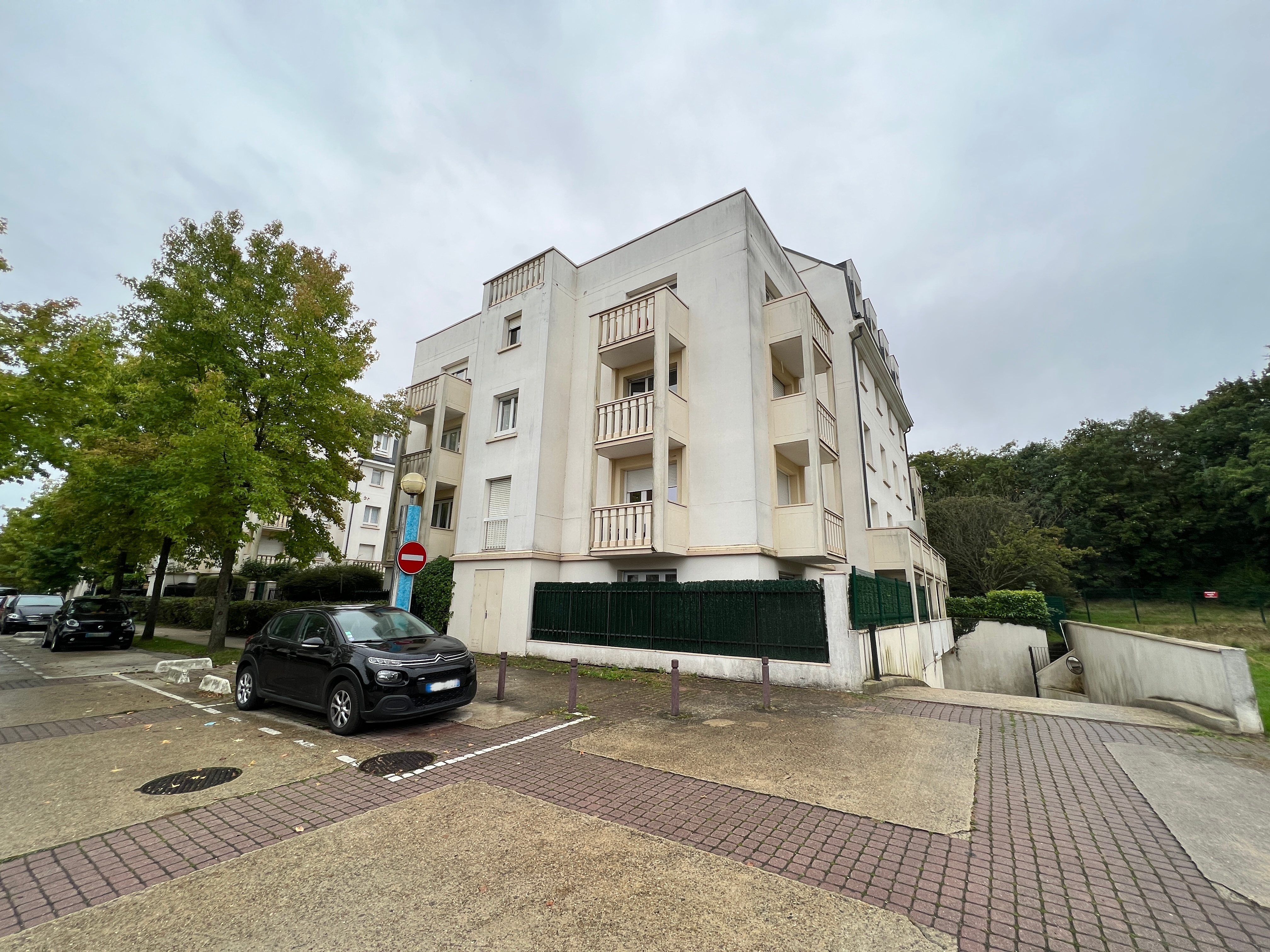
一处现代居民楼

### 旅游

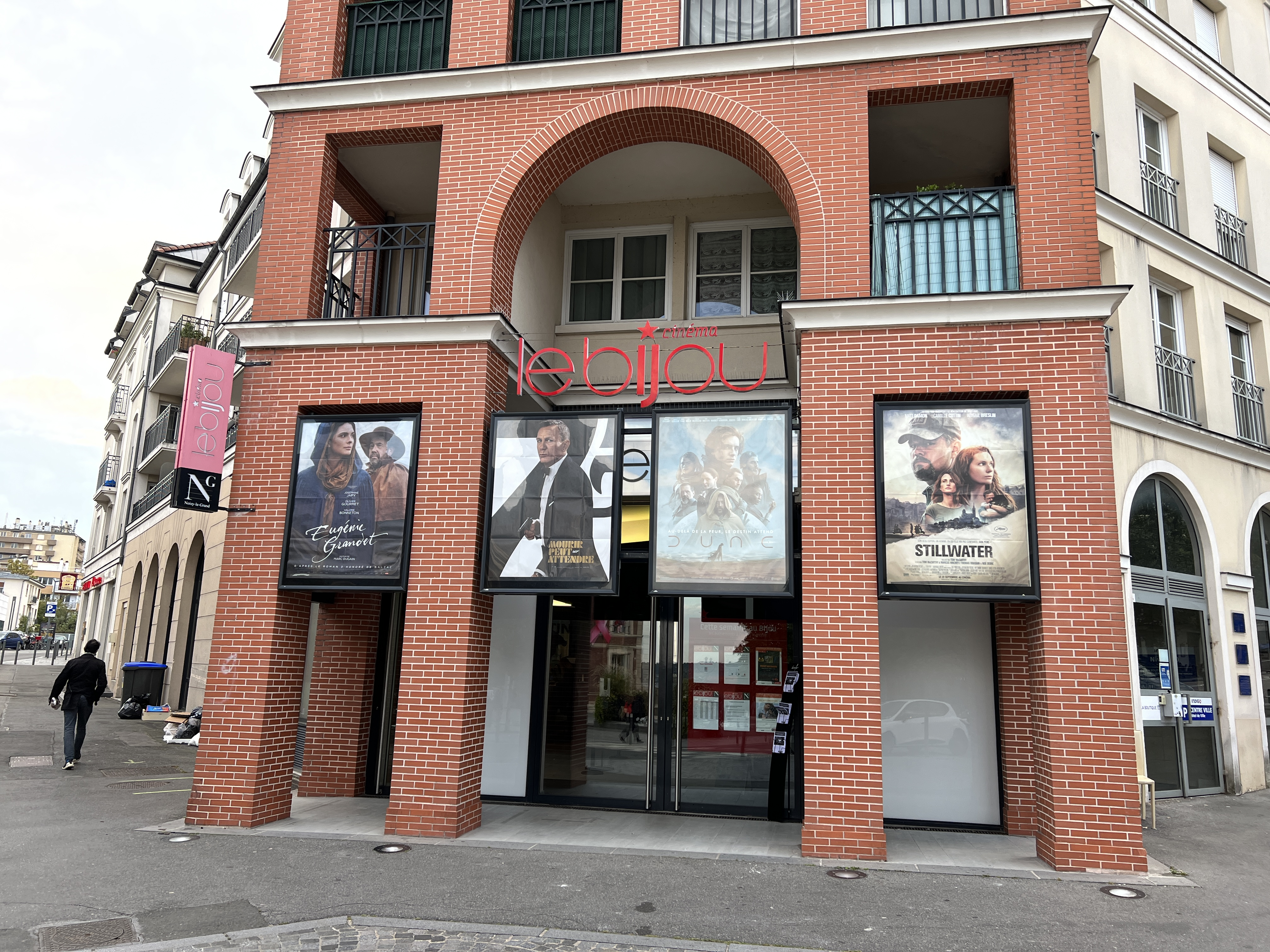
大努瓦西的一家电影院

大努瓦西的旅游事务由其所属的大巴黎-大东部公共土地管理局及塞纳-圣但尼省协调负责。2022年，大努瓦西境内共有5家酒店共计629间房间。

### 媒体
法国主要的媒体均可在大努瓦西接收，法国电视三台下属的法兰西岛大区频道在部分时段播出大努瓦西所在塞纳-圣但尼省的地方新闻。《巴黎人报》、蓝色法兰西巴黎广播、BFM电视台法兰西岛频道等是当地主要的地方性媒体。

## 相关人物
法国足球运动员阿达莫·库利巴利和韦斯莱·萨伊德出生于大努瓦西。

## 友好城市
截至2023年2月，大努瓦西暂未建立任何友好城市关系。